# Allepús
Allepús (en xurro, Allipuz; en castellà i oficialment, Allepuz) és un municipi de la província de Terol, emplaçat a la comarca del Maestrat aragonès.

## Descripció
El municipi d'Allepús està situat a 1.474 metres d'altura, a 50 quilòmetres de Terol. La major part del seu terme municipal es troba recorregut pel riu Sollavientos, únic de la comarca que no és afluent de l'Ebre, ja que aboca les seves aigües al Túria. Al llarg de la llera del riu es troben les fonts de Santa Isabel, Los Baños, La Salud, Los Berros i Las Canales.

## Política i administració

### Últims alcaldes de Allepús
| Període   | Alcalde                        | Partit             |  |
| --------- | ------------------------------ | ------------------ |  |
| 1979-1983 | Miguel Sánchez Herrero         | UCD                |  |
| 1983-1987 | Pedro Dolz Calvo               | AP                 |  |
| 1987-1991 | Pedro Dolz Calvo               | AP                 |  |
| 1991-1995 | Víctor Novella Dauden          | PSOE               |  |
| 1995-1999 | Sixto Santafe Nevot            | PSOE               |  |
| 1999-2003 | Sixto Santafe Nevot            | PSOE               |  |
| 2003-2007 | Joaquín Manuel Villarroya Moya | PP                 |  |
| 2007-2011 | Joaquín Manuel Villarroya Moya | PP                 |  |
| 2011-2015 | Joaquín Manuel Villarroya Moya | PP                 |  |
| 2015-2019 | Ignacio Martínez Mallén        | Unidos por Allepuz |  |